# フランソワ＝エドム・リコワ
フランソワ＝エドム・リコワ（François-Edmé Ricois、1795年8月29日 - 1881年1月21日）は、フランスの画家である。フランス各地やスイスの風景を描いた。

## 略歴
フランス中部ウール＝エ＝ロワール県のクールタラン(Courtalain)に生まれた。はじめ公証人の見習いになるが、その仕事には興味を持てず、仕事の合間に落書きを続け、解雇された。両親はクールタランの領主の公爵に相談すると、公爵はリコワを画家のアントワーヌ＝ジャン・グロ（1771-1835）の工房で学ぶことができるようにしてくれた。歴史画よりも風景画にひかれたので、パリ国立高等美術学校に入学しアンヌ＝ルイ・ジロデ＝トリオゾンらに学び特に風景画家のジャン＝ヴィクトール・ベルタン（1775-1842）から多くを学んだ。
1819年からパリのサロンに出展を行い1824年のサロンで2等のメダルを受賞した。風景画家として評価され、フランス各地の展覧会にフランスやスイスの風景を描いた作品を展示した。1820年代後半に結婚し1830年に画家になった娘のマリー＝オクタイエ・リコワ（Marie-Octavie Ricois: 1830-1908）が生まれたが、妻は4年間の結婚生活の後亡くなった。その後フランス西部のナントに住み、ロワールの古城のある風景も描いた。フランス各地を旅し、晩年はパリに近いサン＝ジェルマン＝アン＝レー近くのマレイユ＝マルリ（Mareil-Marly）で暮らしそこで亡くなった。
弟子にはヴィクトル=マリー・ルーサン（Victor-Marie Roussin: 1812-1903）がいる。

## 作品

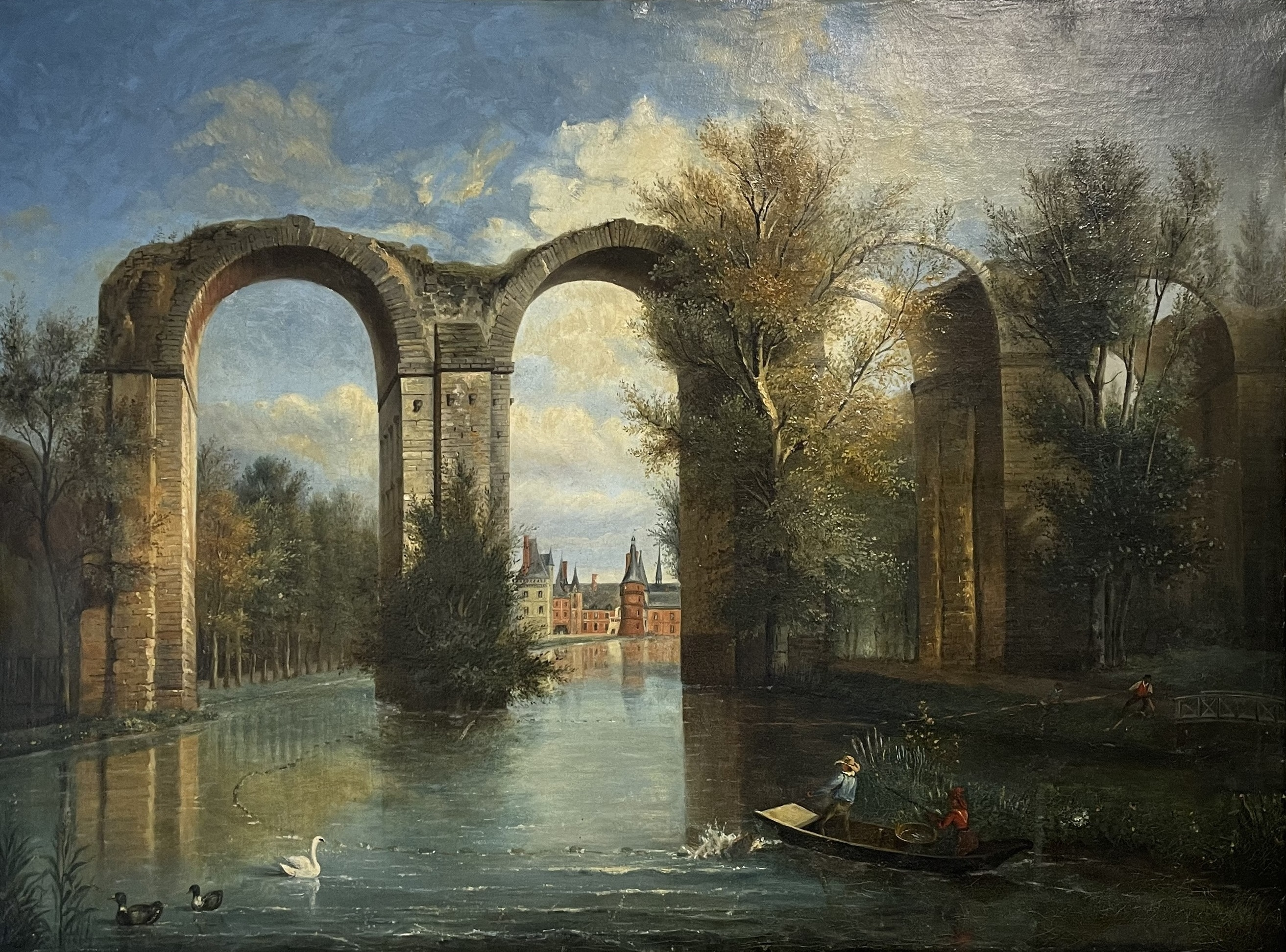
マントノンの水道橋と城
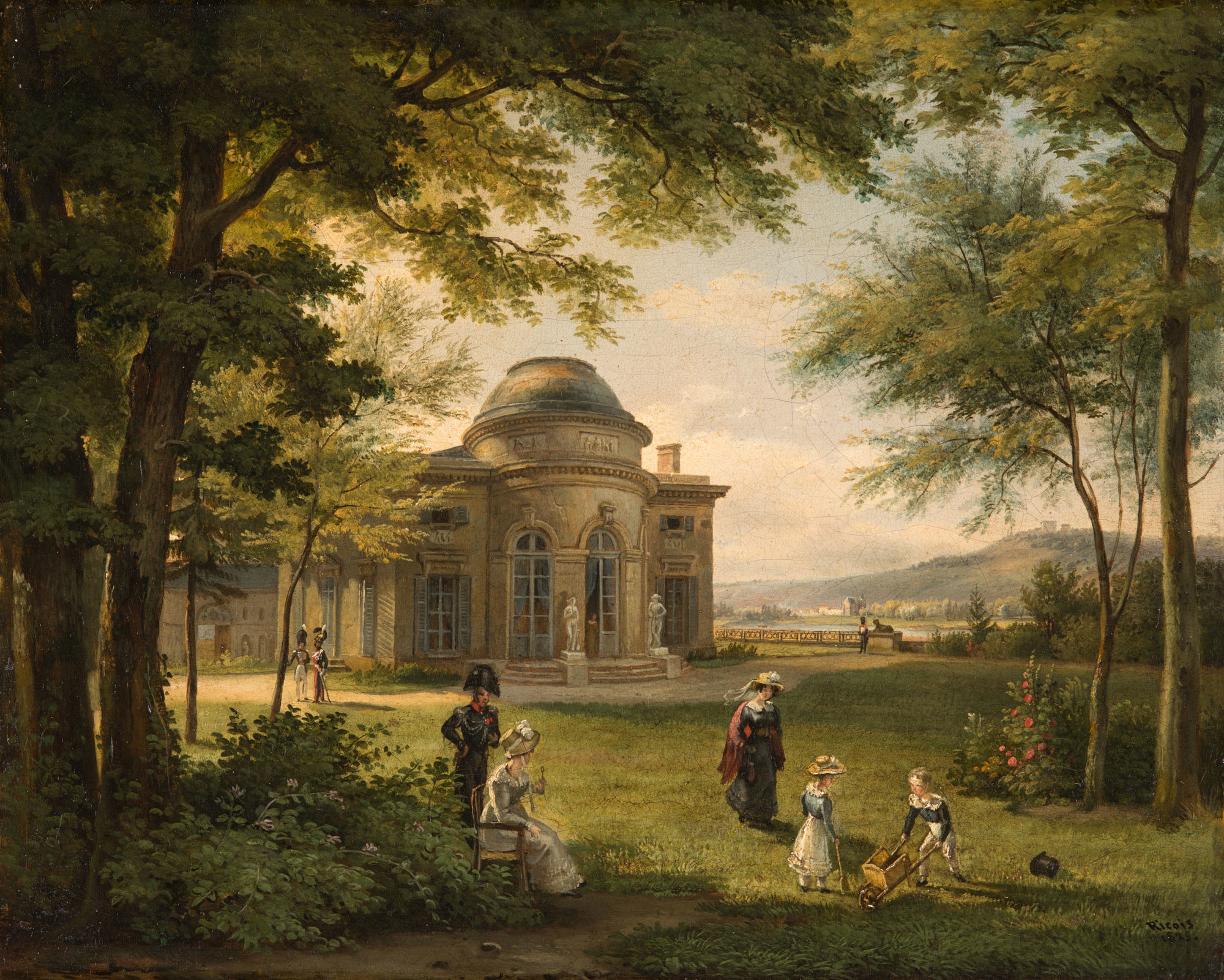
バガテル城とベリー公の家族
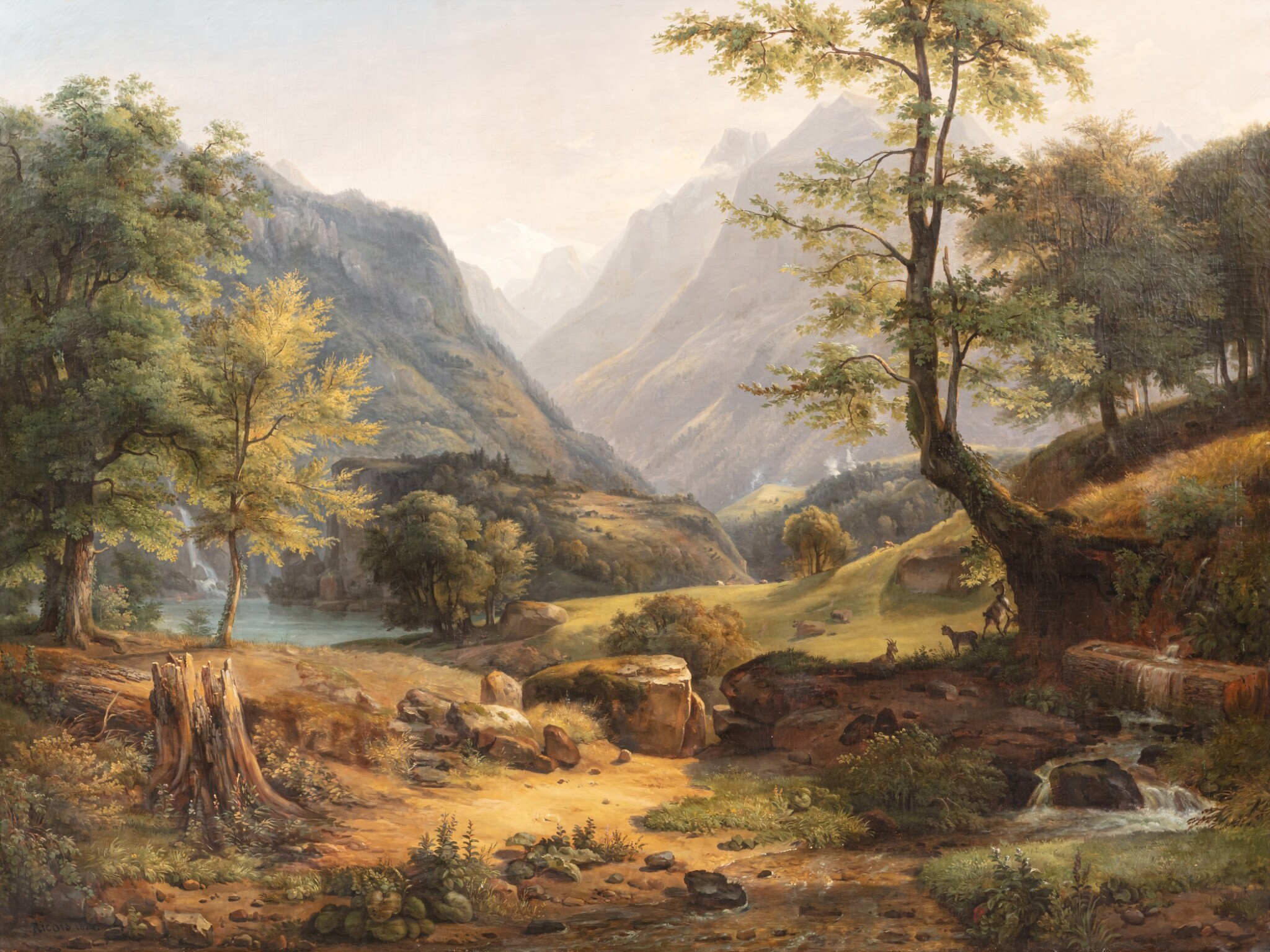
ライヘンバッハの滝が見えるとされるスイスの山岳風景